# Volitve predsednika Republike Slovenije 1992
Volitve predsednika republike 1992 so bile prve predsedniške volitve v samostojni Sloveniji. Končale so se v prvem krogu, ki je potekal 6. decembra 1992. Zmagovalec volitev Milan Kučan je prejel več glasov kot katerikoli drug predsedniški kandidat ali politična stranka na vseh volitvah v zgodovini Republike Slovenije. Podprlo ga je 793.851 oziroma 63,90 % volivk in volivcev, drugouvrščenega kandidata Ivana Bizjaka pa 21,16 %.

## Kandidati
Na volitvah so kandidirali:
- Ivan Bizjak
- Stanislav Buser
- Jelko Kacin
- Milan Kučan
- Darja Lavtižar Bebler
- Ljubo Sirc
- France Tomšič
- Alenka Žagar Slana[1]

## Predvolilna kampanja
Pred volitvami je bila najbolj izrazita kampanja neodvisnega kandidata Milana Kučana. Slednja je skušala postaviti v ospredje zlasti Kučanove zasluge za demokratizacijo in osamosvojitev ter mednarodno priznanje Slovenije in ga predstaviti kot politika, ki bo zmožen državo približati evropskim integracijam. Med volivci sta ta čas obstajala dva pogleda na lik in delo Milana Kučana. Prevladujoči pogled je tedanjega predsednika predsedstva videl kot enega najpomembnejših osamosvojiteljev na drugi strani pa so volivci slovenske pomladi nanj gledali izrazito negativno in mu iz ideoloških razlogov nasprotovali. Stranke slovenske desnice so v predvolilni kampanji Kučana označevale za prikritega boljševiškega ideologa, kompromisarja, oportunista in ga razumele kot politični izraz udbovske prostozidarske lože. Očitale so mu, da se sramuje svoje preteklosti in s sklicevanjem na nadstrankarstvo izdaja svoje kolege. Njihov nastop je bil precej neuspešen, saj so se na volitve podale vsaka s svojim kandidatom in tako praktično že na začetku zapravile možnosti za zmago.

## Rezultati
| Milan Kučan                                                                | 793.851   | 63,90 |
| Ivan Bizjak                                                                | 262.847   | 21,16 |
| Jelko Kacin                                                                | 90.711    | 7,30  |
| Stanislav Buser                                                            | 24.042    | 1,94  |
| Darja Lavtižar Bebler                                                      | 22.681    | 1,83  |
| Alenka Žagar Slana                                                         | 21.603    | 1,74  |
| Ljubo Sirc                                                                 | 18.774    | 1,51  |
| France Tomšič                                                              | 7.849     | 0,63  |
| Vseh veljavnih glasovnic                                                   | 1.242.358 | 97,20 |
| Neveljavnih glasovnic                                                      | 35.797    | 2,80  |
| Skupaj                                                                     | 1.278.155 | 100   |
| Št. registriranih volivcev/udeležba                                        | 1.491.374 | 85,84 |
| Vir: Državna volilna komisija RS Arhivirano 2021-01-02 na Wayback Machine. |           |       |